# أندرو كوبيرن
أندرو كوبيرن (بالإنجليزية: Andrew Coburn)‏ هو عالم بريطاني، ولد في 1956.